# Dusičnan palladnatý
Dusičnan palladnatý je anorganická sloučenina se vzorcem Pd(NO3)2. Jedná se o červenohnědou pevnou látku. Jako roztok v kyselině dusičné katalyzuje přeměnu alkenů na dinitrátové estery.

## Příprava
Dusičnan palladnatý se získává rozpuštěním palladia v horké koncentrované kyselině dusičné:
3 Pd + 8 HNO3 → 3 Pd(NO3)2 + 2 NO + 4 H2O

## Vlastnosti

### Fyzikální vlastnosti
Při pokojové teplotě je dusičnan palladnatý červenohnědý prášek. Je mírně rozpustný ve vodě a díky hydrolýze tvoří zakalený roztok. Je rozpustný ve zředěné kyselině dusičné.

### Chemické vlastnosti
Dusičnan palladnatý se při zahřívání rozkládá.
2 Pd(NO3)2 → 2 PdO + 4 NO2 + O2
Ve vodných roztocích prochází úplnou hydrolýzou a vytváří hnědou zásaditou sůl:
Pd(NO3)2 + H2O → Pd(NO3)OH + HNO3
Pd(NO3)2 + 2 H2O → Pd(OH)2 + 2 HNO3
Reaguje s koncentrovanou kyselinou chlorovodíkovou:
Pd(NO3)2 + 4 HCl → H2[PdCl4] + 2 HNO3
Reaguje se zásadami:
Pd(NO3)2 + 2 NaOH → Pd(OH)2 + 2 NaNO3
Má silné oxidační účinky, protože ionty Pd2+ i dusičnanové ionty NO -
3  patří mezi oxidační činidla. Srážením roztoku hydroxidu sodného se získá krystalický oxid palladnatý.

## Využití
Dusičnan palladnatý je vhodný pro výrobu čistého síranu palladnatého.